# Ciutat jardí de Ribes Roges
La Ciutat jardí de Ribes Roges és una ciutat jardí catalogada com a monument del municipi de Vilanova i la Geltrú (Garraf) i protegida com a bé cultural d'interès local.

## Descripció
És un conjunt format per carrers paral·lels i perpendiculars a la línia de mar. Cada illa conté diverses parcel·les ocupades per habitatges unifamiliars envoltats de jardí. Tot i que en conjunt no presenta una unitat estilística, encara conserva alguns dels edificis originals, principalment al sector de mar, que presenten característiques pròpies dels estils modernista i noucentista.

## Història
L'origen de la urbanització de Ribes Roges fou iniciativa de la Sra. Anna Raventós de Saurí, presidenta de l'Empar de Santa Llúcia, institució benèfica que havia de ser la beneficiària dels guanys produïts per la urbanització. La primera pedra dels 10 primers xalets va ser col·locada l'any 1910.
Aquest mateix any, la Junta encarregà les construccions a diversos arquitectes i deixà en mans de l'arquitecte municipal Bonaventura Pollés Vivó la realització del projecte del Passeig Marítim i el pla general de distribució dels solars. L'any 1917 l'arquitecte municipal Josep M. Miró i Guibernau projectà l'ordenació total del sector d'acord amb la tipologia de ciutat jardí. El 1917 s'autoritzà la realització del Passeig. El 1967 un nou Pla d'Ordenació permeté un increment de la densitat constructiva dels edificis, fet que provocà l'abandonament de la idea de ciutat-jardí i l'enderroc dels habitatges originals. Com a reacció a aquesta tendència, l'any 1981 fou aprovat un nou Pla General d'Ordenació que intenta protegir aquests habitatges mitjançant la qualificació de Ribes Roges com a "zona de conservació de ciutat jardí".